# Metastenoniscus neotropicalis
Metastenoniscus neotropicalis is een pissebed uit de familie Stenoniscidae. De wetenschappelijke naam van de soort is voor het eerst geldig gepubliceerd in 1989 door Paoletti & Stinner.